# 諸橋廷蔵
諸橋 廷蔵（もろはし ていぞう、1932年（昭和7年）7月28日 - 2003年（平成15年）2月24日）は、福島県出身の日本の実業家。ゼビオホールディングスの創業者。ゼビオホールディングス代表取締役社長の諸橋友良は娘婿。

## 略歴
福島県にて出生。明治大学商学部卒業後の1962年、現在のいわき市に紳士服小売業サンキョウ（現ゼビオホールディングス）を創業。大型スポーツ店を中心に全国に100店舗以上を展開。子会社には、ゴルフパートナーやヴィクトリアなど。一代で、東証1部上場を果たした。また、上場益により、世界的なサルバドール・ダリのコレクションで知られる諸橋近代美術館を設立した。

## 親族
諸橋友良ゼビオホールディングス代表取締役社長は娘婿。

## 関連リンク
- 諸橋近代美術館